# Храм Николая Чудотворца (Оськино)
Храм Николая Чудотворца — православный храм в селе Оськино Ульяновской области, Барышской епархии Симбирской митрополии Русской православной церкви. С 2016 года — памятник истории и культуры РФ.

## История
Строительство деревянной церкви в селе Оськино началось в 1909 году по желанию местных жителей. Строительство храма продолжалось 3 года. 13 июня 1912 года храм был торжественно освящён архиепископом Пензенским Владимиром.

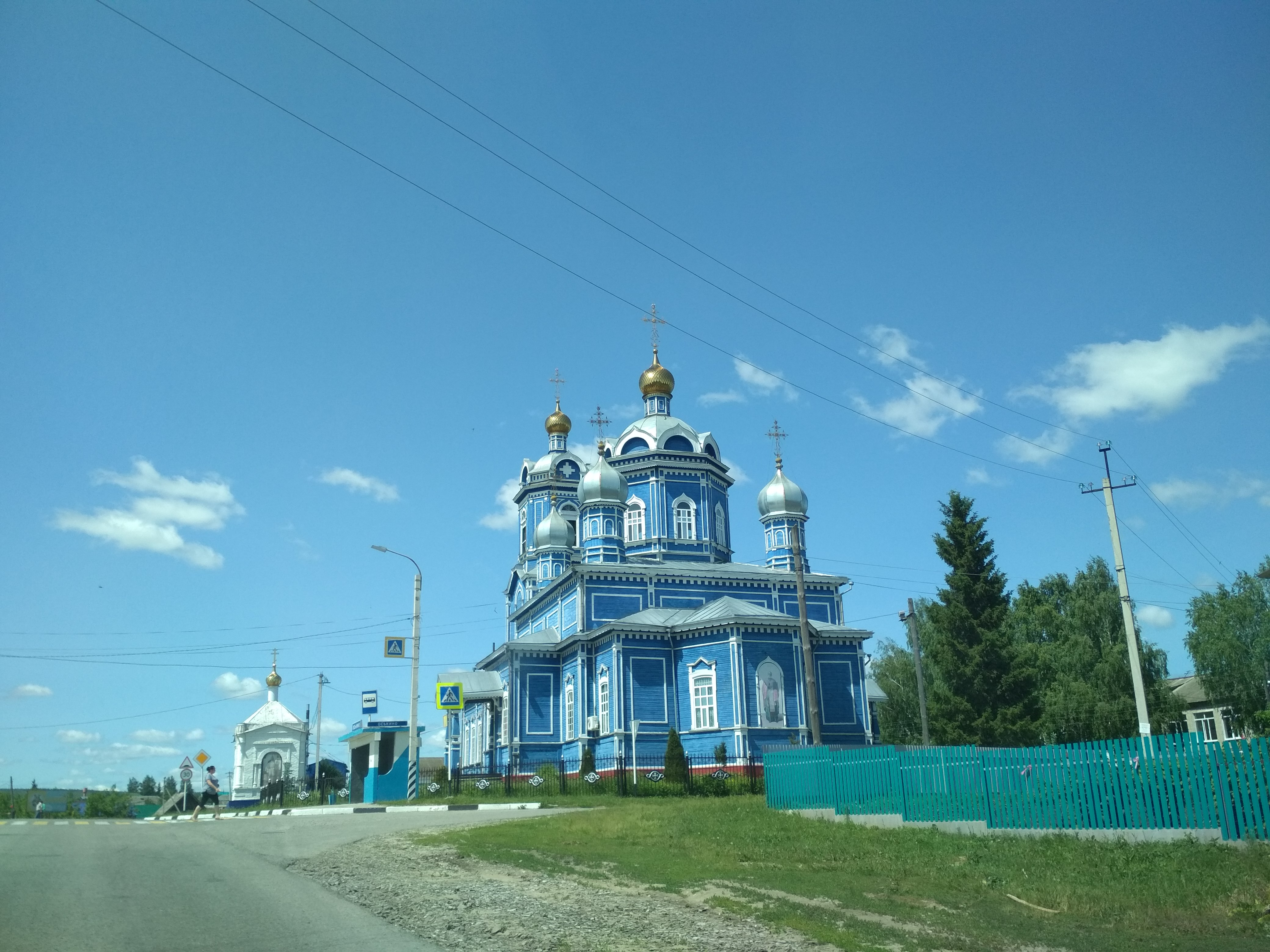
Ансамбль Никольской церкви: XIX—XX вв. — Церковь во имя Николая Святителя, нач. XX в.; — Часовня, сер. XIX в

В 1935 году храм был закрыт, но вновь открылся в 1945 году. Был одним из немногих действующих в Ульяновской и Пензенской областях, а также в Мордовии.
В 1993 году по инициативе настоятеля храма о. Николая Шитова комплекс Свято-Никольской церкви с. Оськино, состоящий из самого храма и часовни во имя Святого благоверного князя Александра Невского, был признан памятником культового зодчества Ульяновской области. А 4 апреля 2016 года приказом Министерства искусства и культурной политики Ульяновской области № 40, церковь во имя святителя Николая Чудотворца с. Оськино включена в Единый государственный реестр объектов культурного наследия (памятников истории и культуры) народов Российской Федерации.

## Святыни и реликвии
В храме хранятся следующие реликвии:
- есть редкие иконы конца XIX — начала XX вв. иллюзорного греческого письма,
- две иконы Иверской иконы Божией Матери,
- икона Святителя Николая Чудотворца,
- икона «Достойно есть»,
- икона «Скоропослушница»,
- икона Святого Блаженного Андрея Симбирского, написанная в конце XX в. в старом рублёвском стиле, что является редкостью, в иконе хранится частица святого.

Иконы из других храмов Ульяновской области, которые закрывались в 1930-е — 1940-е годы: 
- икона «Христос и дети»  из храма во имя Святителя Николая станции Инза,
- икона «Знамение Божией Матери» — из храма во имя трёх святителей Петра, Алексия, Ионы с. Забалуйка. Данная икона представляет особый интерес тем, что была написана иконной школой г. Арзамас. Школа просуществовала недолго, и результаты её труда представляют особенную редкость, поскольку стиль написания икон нигде больше не встречался.
- икона «Спорительница хлебов», привезённая из храма во имя Димитрия Солунского с. Заречное. Икона была написана на средства, собранные жителями села в 1920-е годы, с молитвой об избавления от голода, неурожая и засухи, которые в те годы свирепствовали в Поволжье. Из этого же храма была привезена икона Святителя Феодосия.
- Казанская–Жадовская чудотворная икона Божией Матери — из Жадовского монастыря (с. Самородки). Несколько лет хранилась в храме[4].

## Престольные праздники
Николай Чудотворец, архиепископ Мирликийский, святитель — 22 мая, 19 декабря.

## Духовенство
- архимандрит Адриан (Шитов) (1973— † 2020)[5][6];
- настоятель протоиерей Бобров Павел Петрович (с 2021)[7];